# مقبرة 31
المقبرة رقم 31 والمعروفة علمياً بالرمز KV31 هي مقبرة مصرية قديمة تقع في وادي الملوك في مصر. خلال مواسم التنقيب أعوام 2010-2012، فُحِصَت المقبرة ضمن «مشروع وادي الملوك بجامعة بازل» (بالإنجليزية: University of Basel Kings’ Valley Project)‏ حيث رسمت خريطة للمقبرة لأول مرة. تتكون المقبرة من عمود (أ) وغرفة (ب) وغرفتين إضافيتين (ج، د) يمكن الوصول لهما من الغرفة (ب). وجدوا بداخل القبر خمس مومياوات وامرأتين وثلاثة ذكور، أعمارهم تتراوح ما بين 18 و 30 عامًا. وبسبب عدم العثور على أسماء المومياوات، نسبت المومياوات للغرف التي وجدوها فيها (الغرفة ج أو الغرفة د).
- المومياء ج1 أنثى، عمرها 18-25 سنة، شعرها قصير أسود كالحرير. 159 سم (5'2 ")
- من المرجح أن تكون المومياء ج2 ذكرًا بشعر طويل مضفر، يتراوح عمره بين 20 و 25 عامًا. 165 سم (5'4)
- من المرجح أن تكون المومياء ج3 ذكرًا. عثر على جثمانه مقطوع الرأس والذراعين معقودان على صدره على طريقة ملك، يبلغ من العمر 18-25 عامًا. 175 سم (5'8)
- المومياء ج4 ذكر. كان شعره قصيرًا باستثناء خصلات طويلة على الجانب الأيمن مما يشير إلى خصلة حورس [الإنجليزية] (علامة على كونه أمير). 160 سم (5'2 ")، لم يُستدل على العمر، ولكن الأضراس الخلفية (ضرس العقل) قد ظهرت بالفك.
- من المحتمل أن تكون المومياء د4 أنثى ولكن بدون تأكيد. بقيت معظم جمجمتها وساق واحدة وجزء من حوضها فقط. طولها تقريبا 155 سم (5'1 بوصة)، وعمرها ما بين 20 و 30 بناءً على الأسنان. كان شعرها قصيرًا وأحمر.

ظهر على كل مومياء علامات كسور، ربما بسبب لصوص المقابر قديما أو حديثا. نتائج هذه الدراسة مع فحص الأشعة للمومياوات، منشورة في الراوبط بالأسفل.
اقترح التقرير أن هذه المومياوات دُفنت جميعًا معًا، وأنهم ربما من أفراد عائلة تحتمس الثالث بناءً على أشكال الخزف وطريقة التحنيط.

## روابط خارجية
- مشروع رسم خرائط طيبة: مقبرة 31 - يتضمن خرائط تفصيلية لمعظم المقابر.
- https://web.archive.org/web/20170204170942/http://www.hindawi.com/journals/bmri/2015/530362/
- https://web.archive.org/web/20170802212209/https://aegyptologie.unibas.ch/forschung/projekte/university-of-basel-kings-valley-project/